# Instituto Latinoamericano de Comercio Electrónico
El Instituto Latinoamericano de Comercio Electrónico (también denominado eCommerce Institute) es una asociación civil sin fines de lucro de Argentina que se desempeña dentro del ámbito de la economía digital. Fue fundado en 2005. El principal propósito del Instituto es promocionar y desarrollar el Comercio Electrónico y el e-business en los distintos países de América Latina. El Instituto se ocupa de realizar eventos relacionados al comercio electrónico como eCommerce LATAM, eCommerce Day y eCommerce Award, ofrecer capacitaciones y certificaciones y elaborar informes sobre el estado de la economía digital a través de un observatorio económico. La sede actualmente se encuentra en 25 de Mayo 611, Buenos Aires.

## Principales iniciativas
- eCommerce Latam y eCommerce Day. Son tours anuales de eventos en distintos países de América Latina que reúne a capacitadores, empresas, emprendedores y profesionales del eCommerce.[11][12][13][14]
- eCommerce Award. Es una premiación anual que reconoce a las empresas más innovadoras de la región por su labor en los negocios dentro de la industria digital.[15][16]
- eCommerce StartUP Competition. Competición para emprendimientos digitales relacionados al ecommerce.[17]
- Cursos cortos, certificaciones, posgrados y maestrías sobre marketing digital, negocios por internet, comercio electrónico y mercados masivos en línea.[18][19][20]
- Centro de observatorio para la economía digital. Estudios de casos, estadísticas, indicadores, definiciones, buenas prácticas sobre economía digital, el comercio electrónico y los negocios por Internet en América Latina.[21]
- Resolución electrónica de disputas. red de centros de mediación y arbitrajes.[22]